# Prionolabis cognata
Prionolabis cognata là một loài ruồi trong họ Limoniidae. Chúng phân bố ở miền Cổ bắc.